# Forges de Pesmes

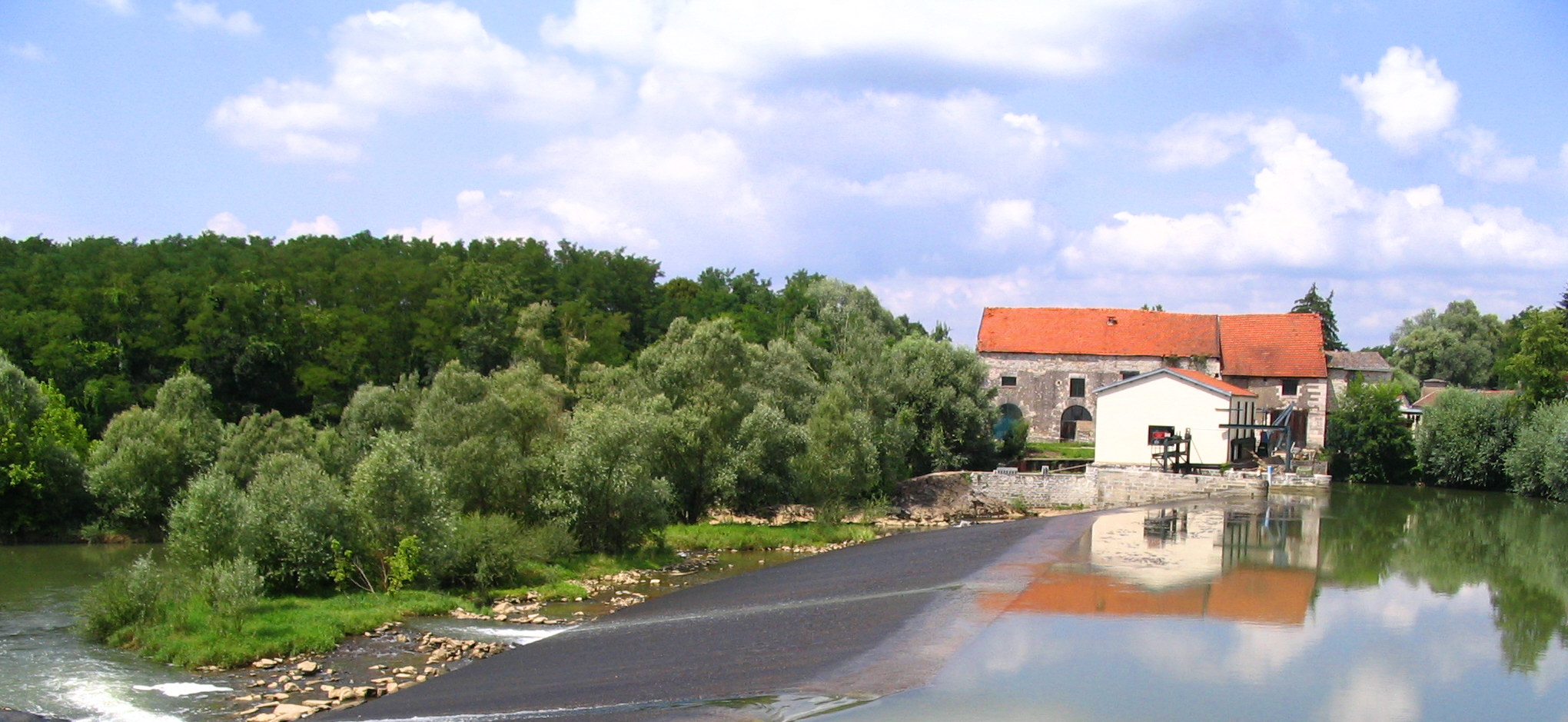
Vue du pont des Forges de Pesmes (7 m), canal d'amenée sur l'Ognon et bâtiment des hauts-fourneaux.

Les Forges de Pesmes sont un établissement métallurgique industriel fondé en 1660 par Claude de la Baume pour la fabrication d'armes sur les bords de la rivière Ognon, à l'extrême sud du département de la Haute-Saône. Il est situé sur le territoire de la commune de Pesmes.

## Historique

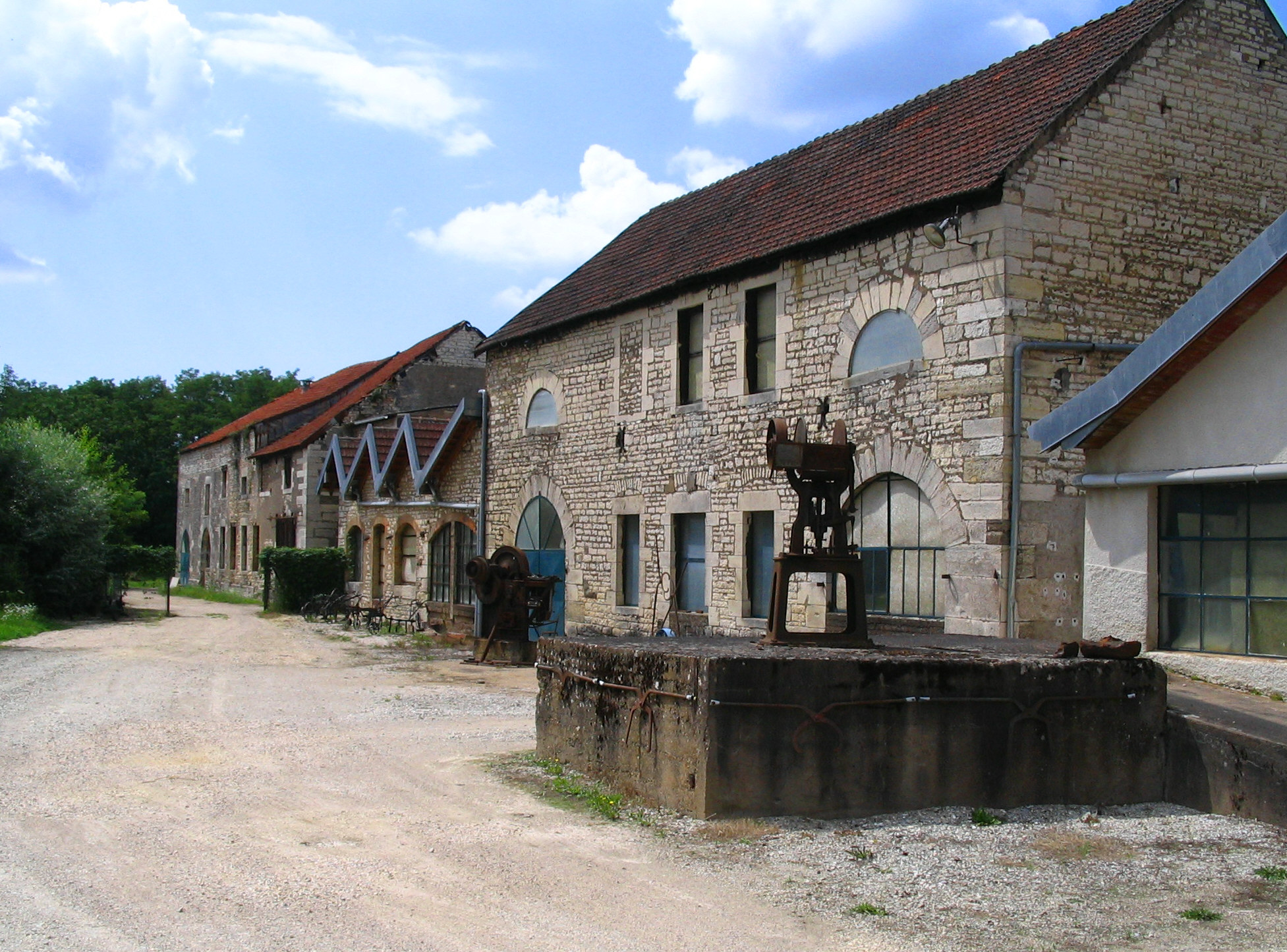
Bâtiment des hauts-fourneaux.

La production des forges, initialement destinée au marché Lyonnais, fournira en armement l'arsenal de Toulon, après le rattachement de la Franche-Comté à la France (1678).
D'importants travaux d'agrandissement seront menés à la fin du XVIIIe siècle, conduisant à l'édification de deux hauts-fourneaux aujourd'hui disparus.
L'énergie destinée au forçage de l'air dans les hauts-fourneaux et à l'activation des martinets était tirée de la rivière, canalisée par un barrage vers une dérivation de la boucle de l'Ognon.
L'importance stratégique et militaire des productions des forges de Pesmes, dont la qualité des aciers était réputée, conduisit à une réorganisation du domaine et à l'implantation, inhabituelle pour un établissement industriel, d'une demeure permanente pour le maître de forges. Le château est construit en 1778.
La main d’œuvre provenait des villages environnants de Pesmes et de Mutigney, relié lui-même aux forges par un pont sur l'Ognon surplombant le barrage.

### L'embellissement du domaine

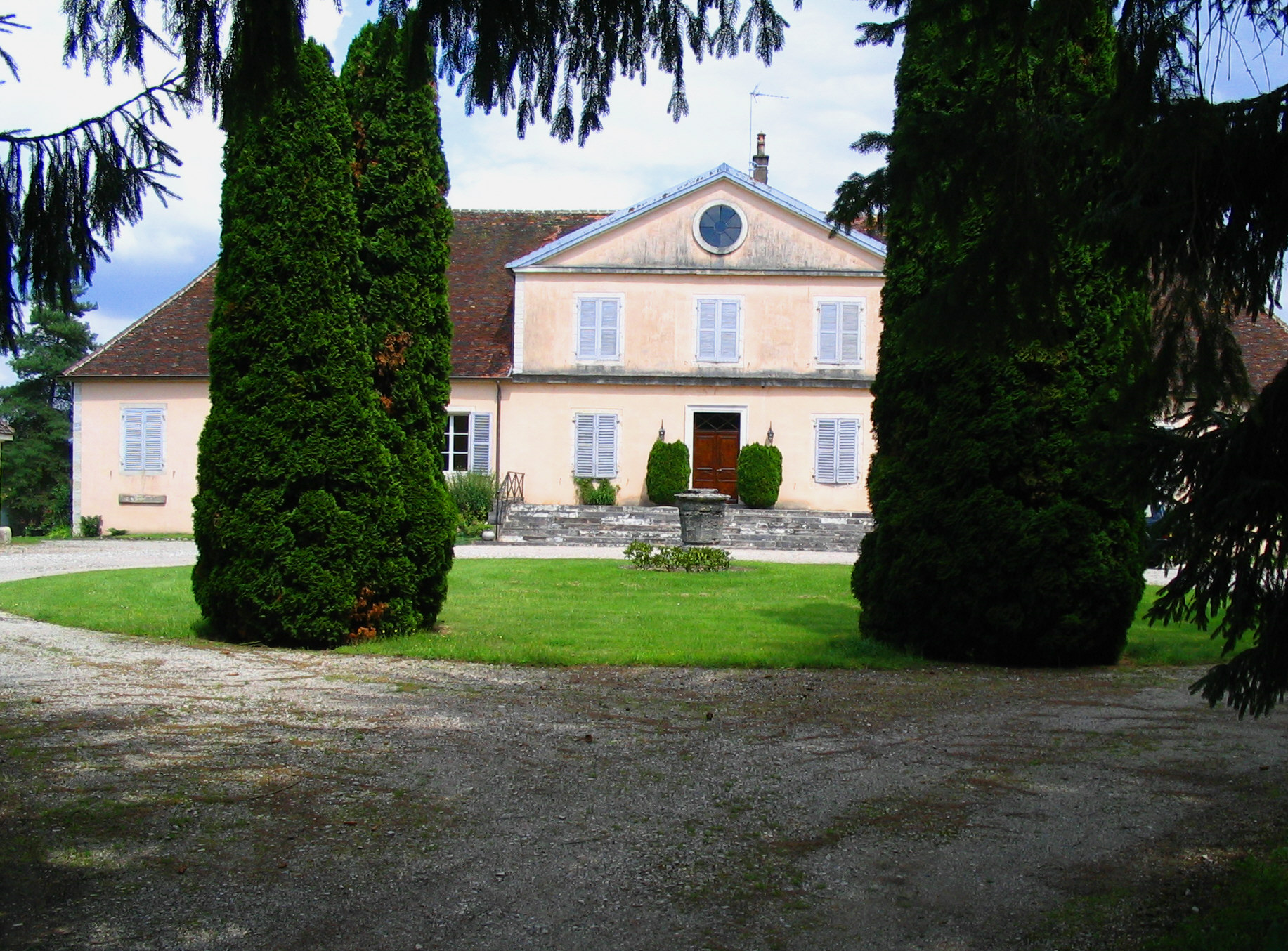
Château du Maître de Forges.

Le souci de rationalisation des productions se conjugua avec une volonté esthétique et le domaine fut complété d'un vaste jardin et d'un parc arboré avec son verger, tirant parti de l'île artificielle créée par la boucle de l'Ognon et le canal de dérivation.
Dans le plan axé du complexe, le château domine les logements des ouvriers et les réserves, encadrant la cour. En bordure de la rivière, les bâtiments industriels abritent les deux hauts-fourneaux, un martinet, une forge et quatre dalles à charbon.
En 1873, d'importants travaux furent confiés à l'architecte Champonnois l'Ainé, conduisant à l'extension du château et de ses dépendances et à l'édification d'un portique monumental. Le corps central est orné d'un fronton triangulaire. Ce vaste ensemble comportait également un jardin d'agrément, un potager et une orangerie.
Concurrencés par les productions des régions industrielles du Nord et de l'Est, devenues accessibles grâce à l'extension du réseau ferroviaire, les hauts fourneaux s'éteindront en 1875.

### Les Forges Doloises

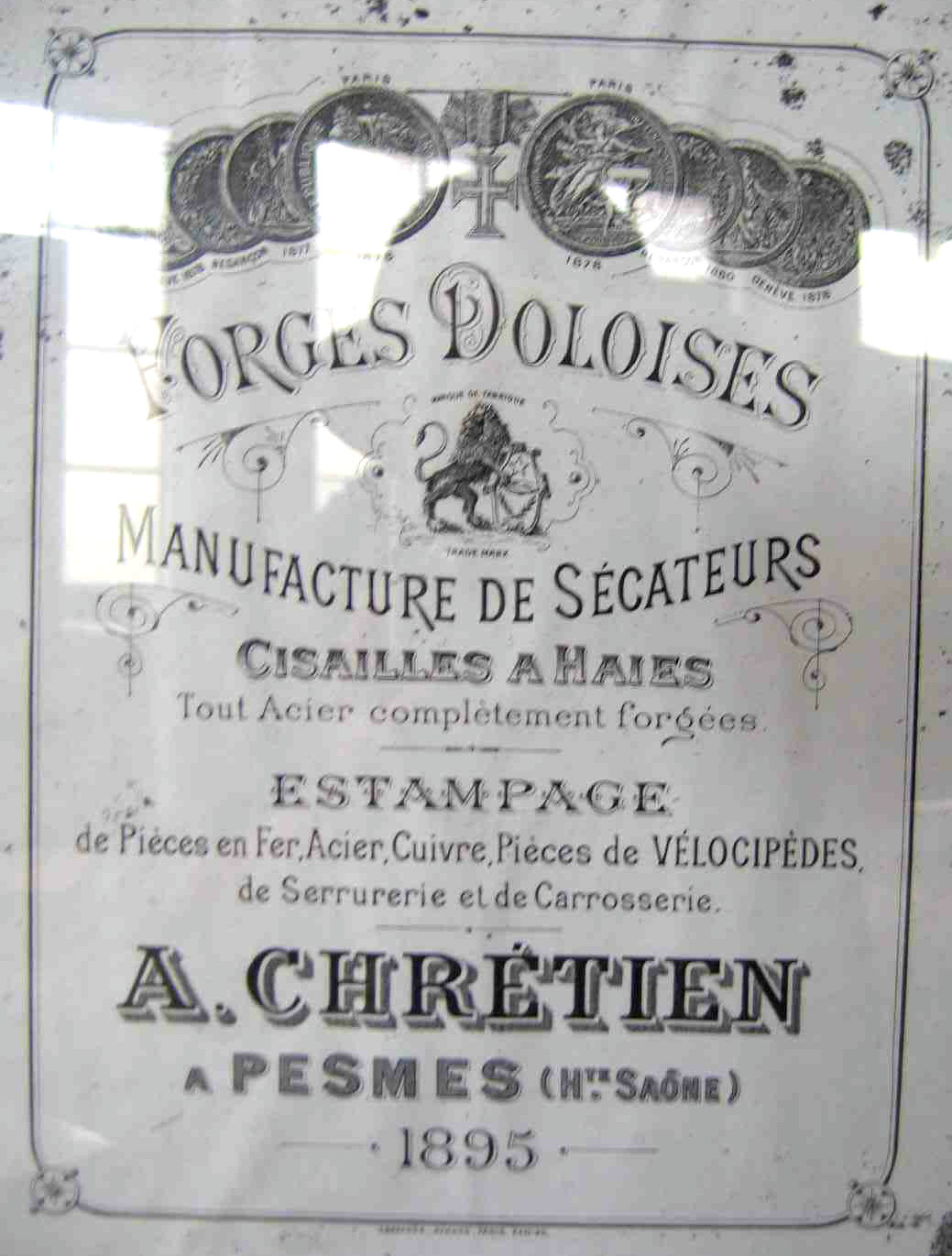
Affiche des productions des Forges Doloises.

Un industriel, A.Chrétien, crée en 1893 les Forges Doloises et se spécialise dans une activité de transformation par forgeage pour de l'outillage, des pièces d'armement ou d'automobile. En 1930, la famille Amstutz prend la direction de l'usine. La majeure partie des machines présentes sur le site date de cette époque.
L'usine, spécialisée dans la fabrication des sécateurs, est rachetée en 1976 par la société des forges et taillanderie de la Givonne. 
Pour des raisons de sécurité, les dernières productions disparaîtront en 1992. Le domaine, propriété de la commune de Pesmes et de la région est devenu aujourd'hui un musée partiellement réhabilité et ouvert à la visite. Sa mise en valeur est assuré par un partenariat entre l'association de chercheurs ERMINA (Archéologie des techniques industrielles) et divers organismes publics. 

### Le Théâtre
Une partie des anciens bâtiments est mis à la disposition de l'association Forgespesmes depuis plusieurs années. Cette association a pour objet social de valoriser le développement culturel du théâtre notamment réaménagé par elle avec les soutiens de différentes collectivités. Un programme multiculturel est proposé chaque saison au public avec conférences, cinéma, concerts et pièces de théâtre.

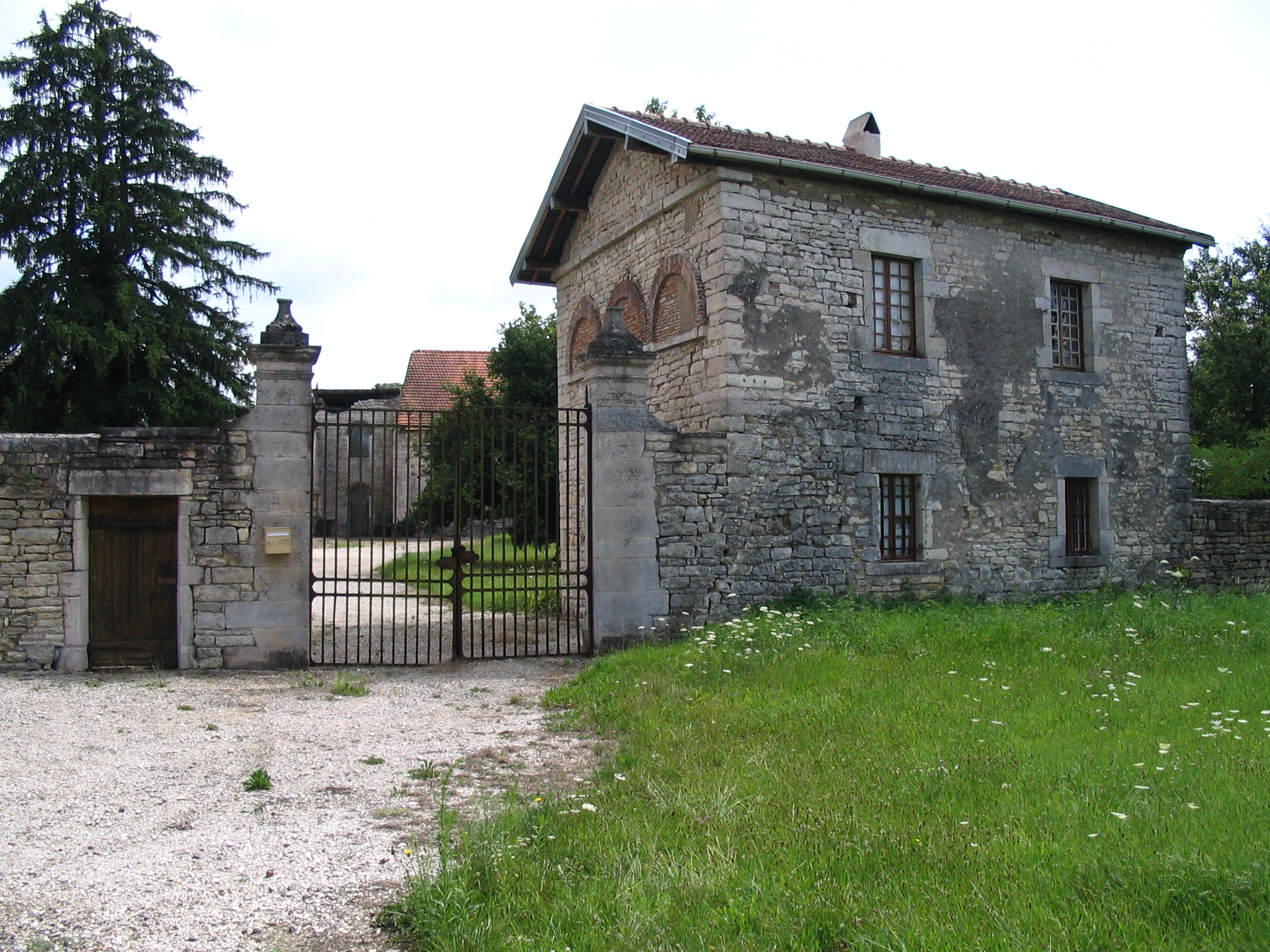
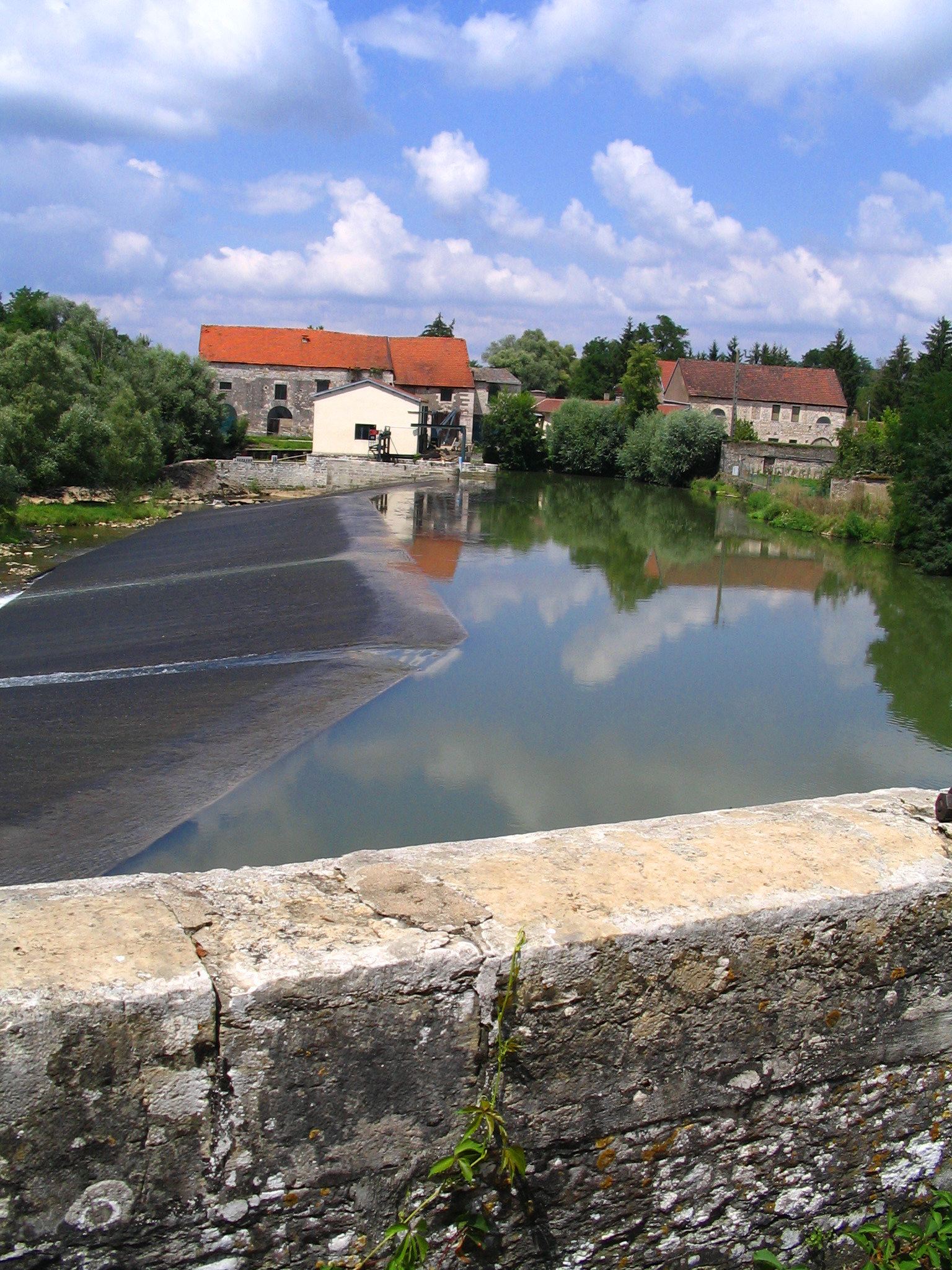
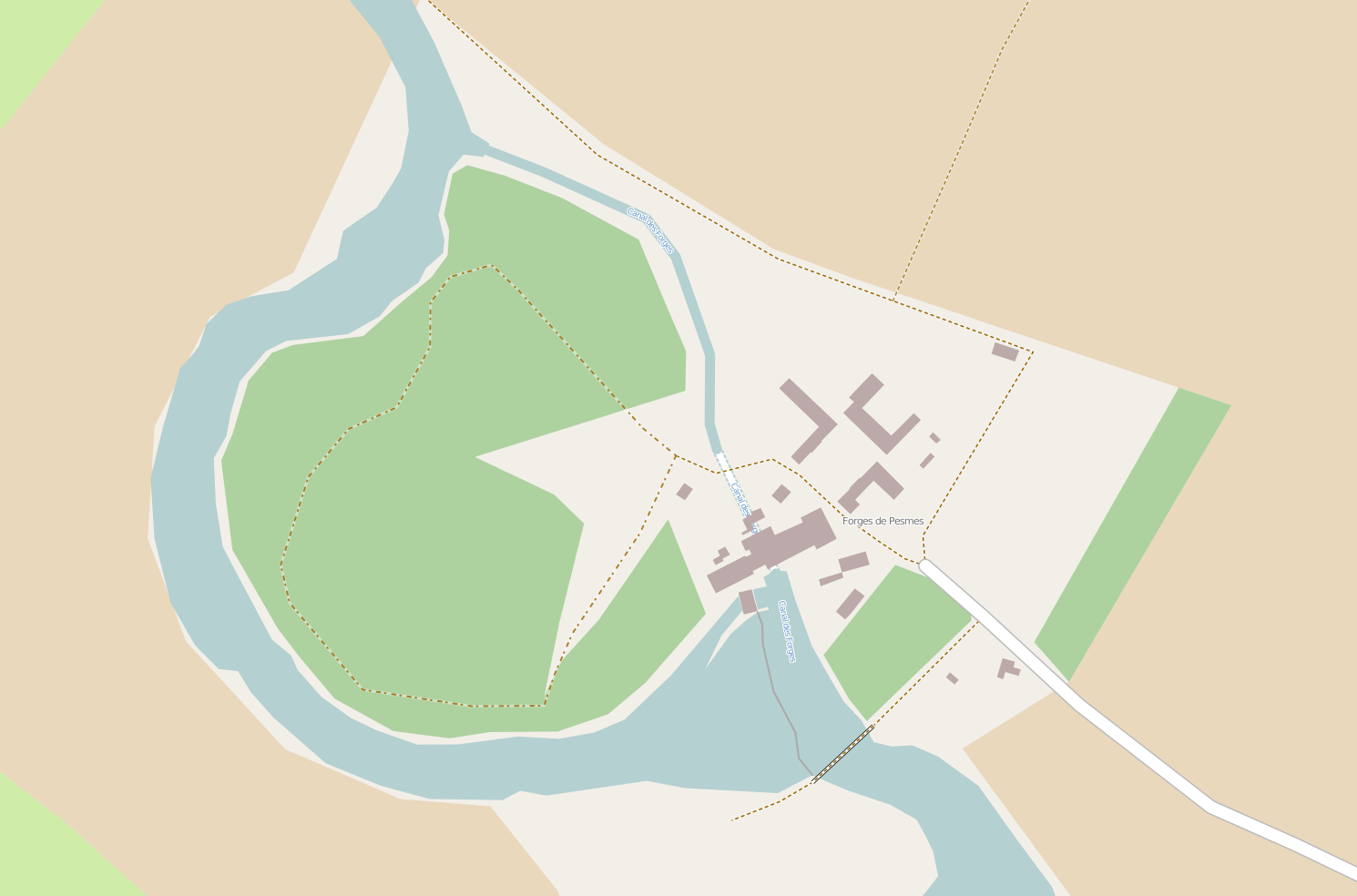
Implantation actuelle.
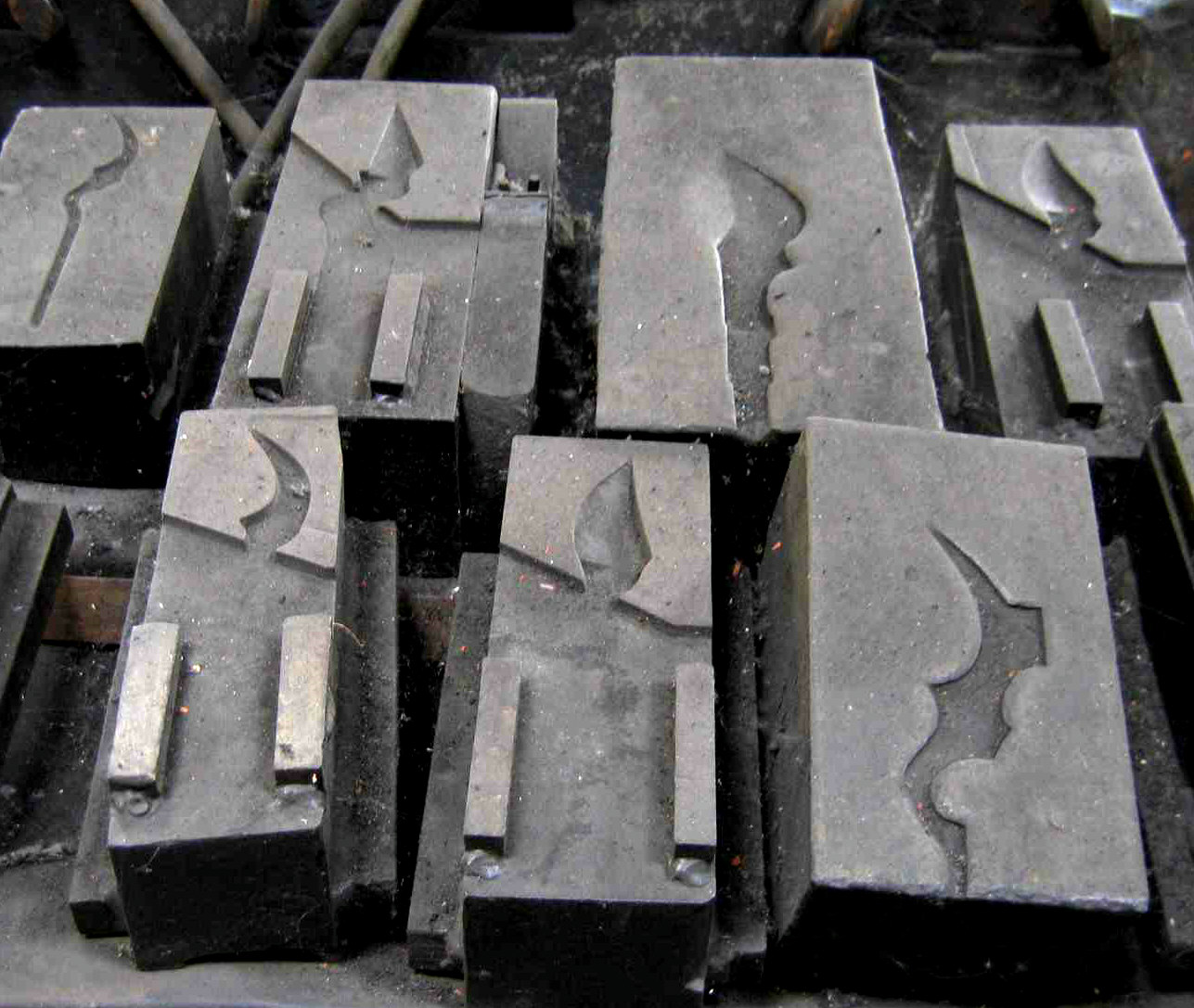
Matrices d'outillages pour forgeage de sécateurs.
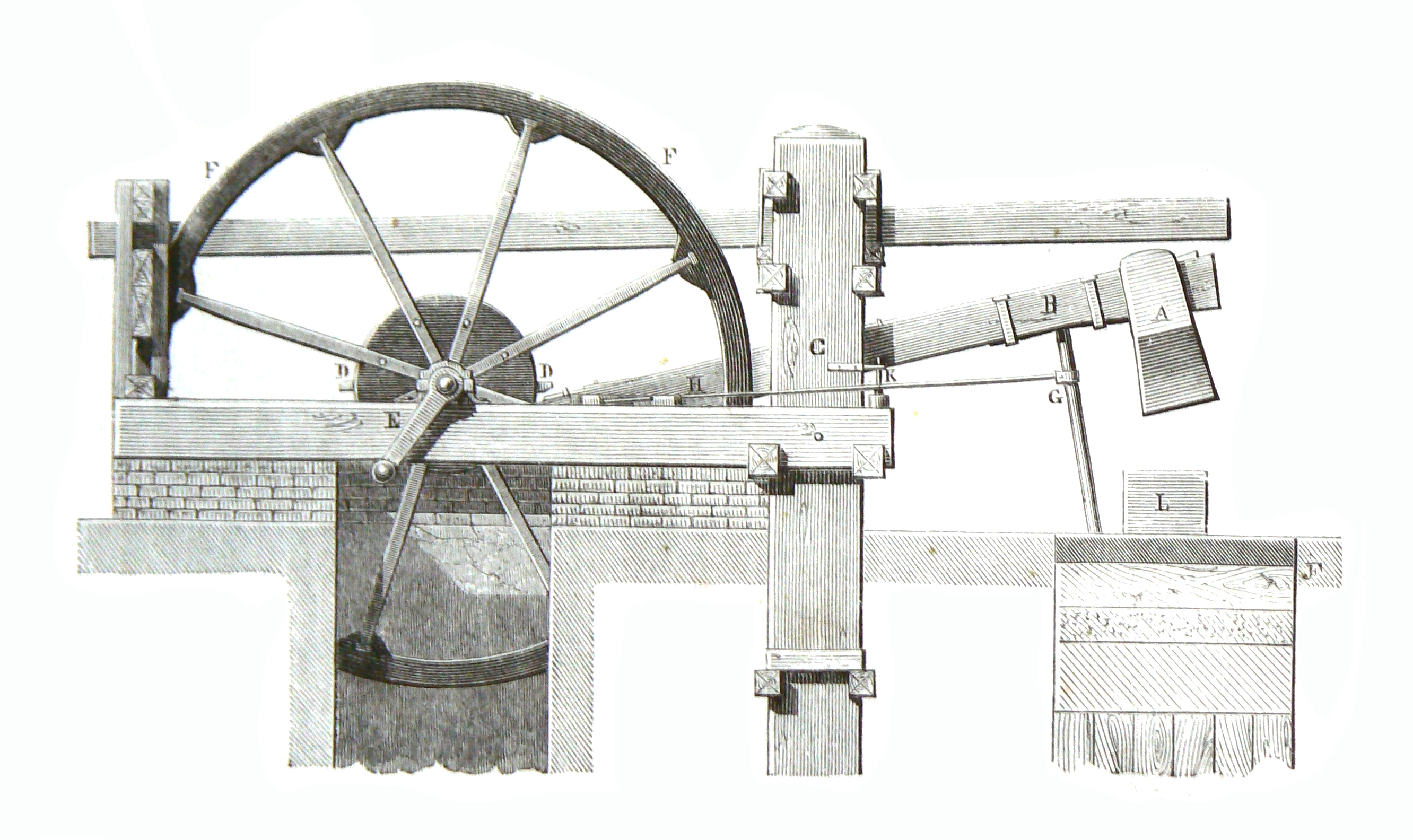
Martinet à entraînement par roue hydraulique.